# Charles de Gaulle (ur. 1948)
Charles de Gaulle (ur. 25 września 1948 w Dijon) – francuski polityk i prawnik, od 1993 do 2004 eurodeputowany III, IV i V kadencji. Wnuk Charles’a, syn Philippe’a.

## Życiorys
Z wykształcenia prawnik, z zawodu adwokat. Kształcił się m.in. w Instytucie Nauk Politycznych w Paryżu, w 1971 rozpoczął praktykę w paryskiej palestrze. Był radnym regionu Nord-Pas-de-Calais i zastępcą mera miejscowości Rueil-Malmaison.
W 1989 kandydował do Europarlamentu z ramienia Unii na rzecz Demokracji Francuskiej. Mandat europosła III kadencji objął w 1993. Był wówczas wiceprzewodniczącym Komisji ds. Energii, Badań Naukowych i Technologii. W 1994 z powodzeniem ubiegał się o reelekcję do Parlamentu Europejskiego IV kadencji z listy Majorité pour l’autre Europe, którą zorganizował Philippe de Villiers. Został wybrany z listy Ruchu na rzecz Francji. W 1999 przeszedł do Frontu Narodowego Jeana-Marie Le Pena i z jego listy odnowił mandat na V kadencję, w trakcie której był m.in. współprzewodniczącym Technicznej Grupy Niezależnych Posłów. W 2004 nie ubiegał się o reelekcję.
Przystąpienie do Frontu Narodowego, ugrupowania określanego czasem jako rasistowskie i antysemickie, spotkało się z krytyką rodziny. Jeszcze przed wyborami w 1999 grupa 57 potomków i krewnych generała Charles’a de Gaulle’a opublikowała w „Le Monde” list, w którym publicznie zarzuciła mu szarganie rodzinnego nazwiska i przeciwstawienie się ideom dziadka.